# Łupek boghedowy
Łupek boghedowy – skała osadowa, odmiana łupka węglowego sapropelowego zawierająca boghed.